# Relaciones Costa Rica-Italia
Las relaciones entre Costa Rica e Italia inician en 1853 cuando el presidente costarricense Juan Rafael Mora Porras dirige una misiva al rey de Cerdeña manifestándole el interés de relaciones y lazos diplomáticos entre la República de Costa Rica y su país. En 1861 se informa a Costa Rica que el rey Víctor Manuel II ha sido electo rey de toda Italia y se nombra cónsul ante Costa Rica a Louis Othon de Schroter. Costa Rica nombra también cónsul ante Italia. El 14 de abril de 1863 se suscribe entre ambos países un Tratado de Amistad, Navegación y Comercio.
En 1933 se sucribe el Tratado Pacheco-Negri de comercio, si bien previamente ya habían existido interacciones diplomáticas tenues más o menos formales.  En 1933 Costa Rica no se suma al embargo comercial impuesto sobre Italia por la invasión de Abisinia y continúa vendiéndole café así como reconoce la soberanía italiana sobre el país africano. Las relaciones se rompieron en 1941 durante la Segunda Guerra Mundial al ser países enemigos pero se restablecieron en 1946 al término de la confragración. Costa Rica, como país aliado, tenía derecho a sumarse a las reparaciones y condiciones de guerra que el tratado de paz le obligaba a Italia, pero consideró que las condiciones eran demasiado duras para Italia y optó por un tratado bilateral más benévolo negociado entre los dos países.
En 1948 la Junta Fundadora de la Segunda República que gobernaba Costa Rica reconoció la deuda acometida con Italia por 141.895,25 dólares por la incautación de la sede diplomática y otras propiedades italianas durante la administración Calderón Guardia. En 1949 visitó el país el vicepresidente del Senado italiano Salvatore Adisio y el vicecanciller Giuseppe Brusasca siendo recibidos como huéspedes de honor por la Junta.
En 1980 un desacuerdo entre ambos países llevó a la suspensión de los acuerdos de cooperación entre Italia y Costa Rica. El asunto se llevó a arbitirio internacional fallando a favor de Roma.